# Bermudy na Letnich Igrzyskach Olimpijskich 1960
Bermudy na Letnich Igrzyskach Olimpijskich 1960 reprezentowało 9 zawodników, byli to sami mężczyźni.

## Skład reprezentacji

### Żeglarstwo
- Brownlow Gray
  - Klasa Star – 32. miejsce

- Brownlow Eve, Jimmy Kempe i Richard Masters
  - Klasa Dragon – 15. miejsce

- deForest Trimingham, Richard Divall
  - Klasa Tornado wagi ciężkiej – 16. miejsce

- Albert Darrell, Norman Jones i Walter Jones
  - 5,5 m – 12. miejsce